# Harry Laus
Harry Laus (Tijucas, 11 de dezembro de 1922 — Florianópolis, 27 de maio de 1992) foi um crítico de arte e escritor brasileiro.
É o patrono da cadeira de número 16 da Academia Catarinense de Letras e Artes.

## Biografia
Nasceu em 11 de dezembro de 1922 em Tijucas, cidade da grande Florianópolis com colonização italiana e alemã. Era o filho mais jovem do casal Minervina Varella e Rodolpho José de Garcia Laus, este em seu terceiro casamento. Rodolfo José era irmão de Pedro Paulo Laus, pai da também escritora Lausimar Laus. Também escritora e crítica de artes, Ruth de Paula Laus era irmã de Harry.

## Obras
Foi autor de novelas, contos e de um único romance, Os papéis do coronel, publicado originalmente na França com o título Les Jardins du Colonel. Outros livros:
- Os incoerentes
- Ao juiz dos ausentes
- Monólogo de uma cachorra sem preconceitos
- As horas de Zenão das Chagas
- Sentinela do nada

## Representação na cultura
Como homenagem ao escritor catarinense, seu nome foi dado a uma sala na Biblioteca Universitária da Universidade Federal de Santa Catarina.